# 隐函数
在數學中，隱式方程（英語：implicit equation）是形同{\displaystyle f(x_{1},x_{2},\cdots ,x_{n})=0}的關係，其中{\displaystyle f}是多元函數。比如單位圓的隱式方程是{\displaystyle x^{2}+y^{2}-1=0}。
隱函数（implicit function）是由隱式方程間接定義的函數，比如 {\displaystyle y={\sqrt {1-x^{2}}}} 是由 {\displaystyle x^{2}+y^{2}-1=0} 確定的函數。而可以直接用含自变量的算式表示的函数称为显函数，也就是通常所说的函数，如{\displaystyle y=\cos(x)}。
隱函數定理說明了隱式方程在什麼情況下會給出定義良好的隱函數。

## 例子

### 反函数
隐函数的一个常见类型是反函数。若{\displaystyle f}是一个函数，那么{\displaystyle f}的反函数记作{\displaystyle f^{-1}}, 是给出下面方程解的函数
{\displaystyle x=f(y)}
用{\displaystyle x}表示{\displaystyle y}。这个解是
{\displaystyle y=f^{-1}(x).}
直观地，通过交换f自变量和因变量的位置就可以得到反函数。换一种说法，反函数给出该方程对于{\displaystyle y}的解
{\displaystyle R(x,y)=x-f(y)=0.\,}
例子
1. 对数函数 {\displaystyle \ln x} 给出方程{\displaystyle x-e^{y}=0}或等价的{\displaystyle x=e^{y}}的解{\displaystyle y=\ln x}。 这里{\displaystyle f(y)=e^{y}}并且{\displaystyle f^{-1}(x)=\ln x}。
2. 朗伯W函數則可以解出{\displaystyle x-ye^{y}=0}的{\displaystyle y}值。

### 代数函数
一个代数函数是满足自身多项式系数的多项式方程的函数。例如，单变量 {\displaystyle x} 的代数函数给出一个方程中 {\displaystyle y} 的解。
{\displaystyle a_{n}(x)y^{n}+a_{n-1}(x)y^{n-1}+\cdots +a_{0}(x)=0\,}
其中係數 {\displaystyle a_{i}(x)} 為 {\displaystyle x} 的多項式函數。
代數函數在數學分析和代数几何中扮演重要角色，我們再拿單位圓方程式來當作代數函數的範例：
{\displaystyle x^{2}+y^{2}-1=0.\,}
那麼 {\displaystyle y} 的顯函數解顯然是：
{\displaystyle y=\pm {\sqrt {1-x^{2}}}\,}
但其實我們不一定要把它的顯函數解寫出來，它也可以直接利用隱函數來表達。
對於{\displaystyle y}的二次、三次和四次方程，可以找到只包含有限次四則運算和開方運算的顯函數解，但這并不适用于包括五次在内的更高次数的方程（參見阿贝尔-鲁菲尼定理），例如： 
{\displaystyle y^{5}+2y^{4}-7y^{3}+3y^{2}-6y-x=0.\,}
但是，我们仍然可以以隐函数{\displaystyle y=g(x)}的方式来表达。

## 隱函數的导数
隐函数导数的求解一般可以采用以下方法：

### 方法一
- 把{\displaystyle n}元隐函数看作{\displaystyle (n+1)}元函数，通过多元函数的偏导数的商求得{\displaystyle n}元隐函数的导数。

#### 示例
把一元隐函数{\displaystyle y=g(x)}看作二元函数{\displaystyle f(x,y)=0}，若欲求{\displaystyle {\frac {dy}{dx}}}，對{\displaystyle f}取全微分，可得{\displaystyle df(x,y)=f_{x}dx+f_{y}dy=0}，經過移項可得{\displaystyle {\frac {dy}{dx}}=-{\frac {f_{x}}{f_{y}}}}
（式中{\displaystyle f_{x}}表示{\displaystyle f(x,y)}關於{\displaystyle x}的偏导数{\displaystyle {\frac {\partial f}{\partial x}}}，以此類推）。
把2元隐函数{\displaystyle y=g(x,z)}看作3元函数{\displaystyle f(x,y,z)=0}，若欲求{\displaystyle {\frac {\partial y}{\partial x}}}，對{\displaystyle f}取全微分，可得{\displaystyle df(x,y,z)=f_{x}dx+f_{y}dy+f_{z}dz=0} 。
由於所求為{\displaystyle {\frac {\partial g(x,z)}{\partial x}}}，令z為常數，即{\displaystyle dz=0}，經過移項可得{\displaystyle {\frac {\partial y}{\partial x}}=-{\frac {f_{x}}{f_{y}}}}

### 方法二
- 針對1元隱函數，把{\displaystyle y}看作{\displaystyle x}的函数，利用鏈式法则在隱函數等式两边分別对{\displaystyle x}求导，再通过移项求得{\displaystyle {\frac {dy}{dx}}}的值。
- 針對2元隱函數，把{\displaystyle y,z}看作{\displaystyle x}的函数，利用鏈式法则在隱函數等式两边分別对{\displaystyle x}求导，令{\displaystyle dz=0}，再通过移项求得{\displaystyle {\frac {\partial y}{\partial x}}}的值。

#### 示例
- 針對{\displaystyle y^{n}}：

{\displaystyle {\frac {d}{dx}}y^{n}=n\cdot y^{n-1}{\frac {dy}{dx}}}
- 針對{\displaystyle x^{m}y^{n}}：

{\displaystyle {\frac {d}{dx}}x^{m}y^{n}=n\cdot x^{m}y^{n-1}{\frac {dy}{dx}}+m\cdot x^{m-1}y^{n}}
- 求{\displaystyle \ 12x^{7}-7x^{4}y^{3}+6xy^{5}-14y^{6}+25=10}中y對x的導數。

為了方便辨別相應的導數部分，各項都以不同顏色分開（常數則以黑色表示）。
{\displaystyle {\color {Blue}12x^{7}}{\color {Red}-7x^{4}y^{3}}{\color {Green}+6xy^{5}}{\color {Brown}-14y^{6}}+25=10}
1.兩邊皆取其相應的導數，得出
{\displaystyle {\color {Blue}12\cdot 7x^{6}}{\color {Red}-7\left(3x^{4}y^{2}{\frac {dy}{dx}}+4x^{3}y^{3}\right)}{\color {Green}+6\left(5xy^{4}{\frac {dy}{dx}}+y^{5}\right)}{\color {Brown}-14\cdot 6y^{5}{\frac {dy}{dx}}}+0=0}
2.移項處理。
{\displaystyle {\color {Blue}84x^{6}}{\color {Red}-28x^{3}y^{3}}{\color {Green}+6y^{5}}={\color {Red}21x^{4}y^{2}{\frac {dy}{dx}}}{\color {Green}-30xy^{4}{\frac {dy}{dx}}}{\color {Brown}+84y^{5}{\frac {dy}{dx}}}}
3.提出導數因子。
{\displaystyle {\color {Blue}84x^{6}}{\color {Red}-28x^{3}y^{3}}{\color {Green}+6y^{5}}=\left({\color {Red}21x^{4}y^{2}}{\color {Green}-30xy^{4}}{\color {Brown}+84y^{5}}\right)\left({\frac {dy}{dx}}\right)}
4.移項處理。
{\displaystyle {\frac {dy}{dx}}={\frac {{\color {Blue}84x^{6}}{\color {Red}-28x^{3}y^{3}}{\color {Green}+6y^{5}}}{{\color {Red}21x^{4}y^{2}}{\color {Green}-30xy^{4}}{\color {Brown}+84y^{5}}}}}
5.完成。得出其導數為{\displaystyle {\frac {84x^{6}-28x^{3}y^{3}+6y^{5}}{21x^{4}y^{2}-30xy^{4}+84y^{5}}}}。
6.選擇性步驟：因式分解。
{\displaystyle {\frac {dy}{dx}}={\frac {2\left(42x^{6}-14x^{3}y^{3}+3y^{5}\right)}{3y^{2}\left(7x^{4}-10xy^{2}+28y^{3}\right)}}}